# Gaspar Aguilar

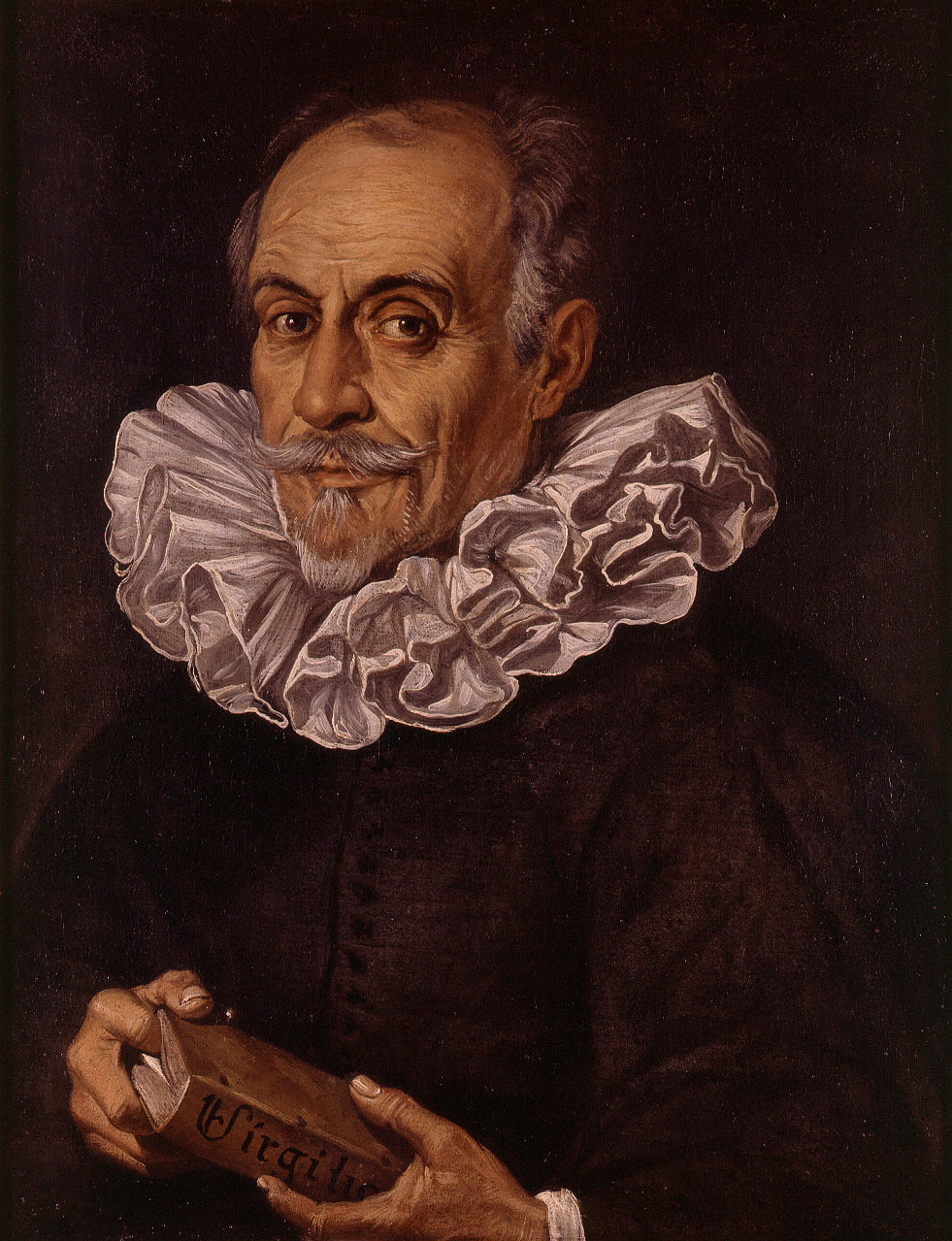
Gaspar Aguilar, porträtterad av Juan Ribalta.

Gaspar Aguilar, född i januari 1561 i Valencia, död där den 26 juli 1623, var en spansk skald. 
Aguilar var sekreterare åt hertigen av Gandia och en av stiftarna till Academia de los nocturnos. Han publicerade åtskilliga hyllningspoem till Filip III och andra kungliga personer, men framför allt var han känd för sina loas, av vilka de främsta är La Gitana melancolica, La Nueva humilde, Los Amantes de Cartago, La Fuerza del interes, El gran Patriarca Don Juan de Ribera, La Suerte sin esperanza och El Mercador amante, vilken blev berömdast. Aguilars karaktärer är väl tecknade, dialogen naturlig och diktionen klar. Cervantes lovordar också i prologen till en av sina teaterstycken Aguilars skarpsinne.